# رهان لوكي

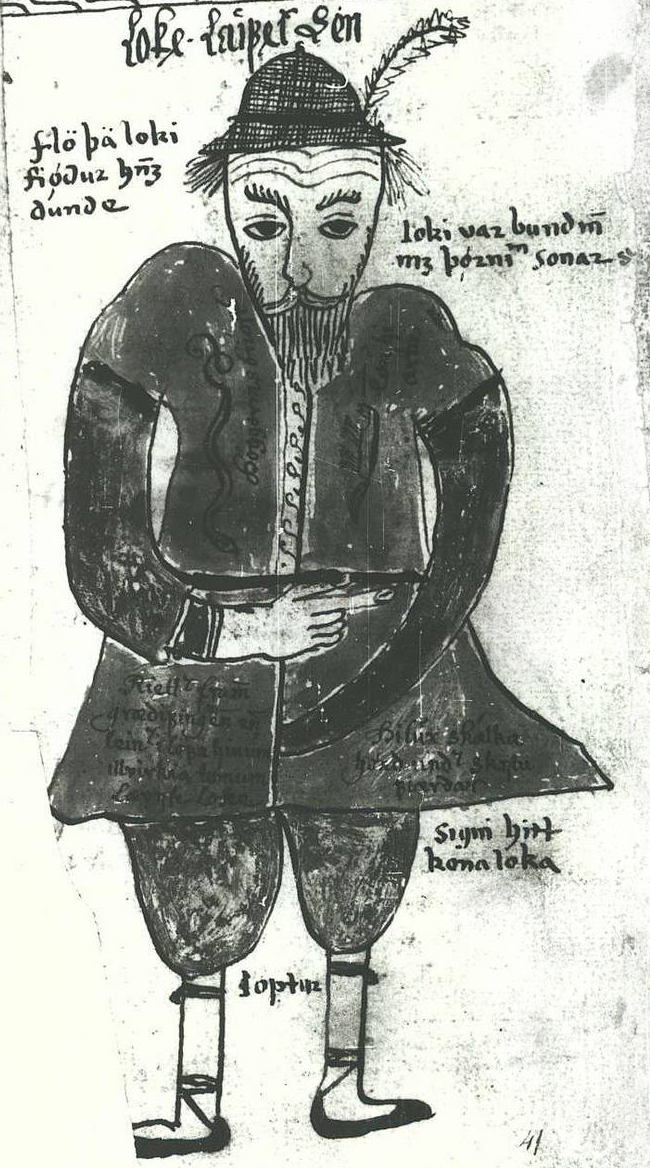

رهان لوكي (بالإنجليزية: Loki's Wager)‏ هو الإصرار غير العقلاني على أن مفهومًا ما لا يمكن تعريفه، وبالتالي لا يمكن مناقشته.
طبقًا لـ«نثرية إدا» لمؤلفها سنوري سترلسون (وهي أحد الأعمال الأدبية النوردية القديمة) فقد راهن لوكي ذات مرة مع قزم يُدعى بروك، راهن معه على رأسه. خسر لوكي الرهان، وفي حينها جاء الأقزام من أجل حصاد مكسبهم. أخبرهم لوكي أنهم لا يمكنهم أن يأخذوا أي جزء من الرقبة لأنها ليست من حقهم وخارج الاتفاق، لم يكن لدى لوكي مشكلة أن يعطيهم رأسه، لكنه اعترض على الرقبة. جاء الجميع من أجل مناقشة هذا الموقف، كانت بعض الأجزاء من الرأس بصورة مؤكدة، وأجزاء أخرى من الرقبة بصورة مؤكدة، لكن لم يتفق الطرفان على المنطقة التي تنتهي فيها الرقبة والتي ينتهي فيها الرأس. لذلك احتفظ لوكي برأسه بحجة أنها غير مُعرَّفة، لكنه تعرض لعقاب إغلاق شفتيه نتيجة خروجه عن الرهان بالألعاب اللغوية.

## قصة رهان لوكي
إن لوكي في الأساطير النوردية هي عن شخص محتال وجد نفسه في مزاج لفعل الشر، فقرر قطع الشعر الذهبي فائق الجمال للآلهة «سف» زوجة إله الرعد ثور وهو الإله الرئيس في الأساطير النوردية. عندما علم ثور بذلك، قرر التحفظ على لوكي بدافع من الغضب وهدده بكسر كل عظام جسده. توسل لوكي لإله الرعد بأن ينقله إلى سفارتالفهيم (وتعني في اللغة النوردية القديمة الحقول المظلمة أو الحقول المنخفضة) وهي المنطقة التي كان الأقزام يقطنون بها، ليعرف إذا كان الحرفين من الأقزام بإمكانهم صنع شعر رأس جديد لسف، وإذا كان بإمكانهم صنع شعر أجمل لها. وسمح الإله ثور بذلك.
كان لوكي قادرًا هناك على الحصول على ما تمناه. استطاع أبناء القزم إيفالدي صنع شعر جديد لسف، كما صنعوا أعجوبتين علاوة على ذلك: سفينة سيكدبالد، الأفضل من السفن على الإطلاق، وغنغنير، أكثر الرماح فتكًا بالأعداء. ولأنه حقق مراده من هذه الرحلة، فقد تغلب على ضرورة مكوثه في الكهف الخاص بالأقزام، وصار يتصرف بطريقة متهورة.
اقترب لوكي من الأخوين بروكر وسيندري وسخر منهما، قائلًا أنهما لا يستطيعان صنع ما قام به أبناء إيفالدي، وتمادى في ذلك لدرجة أنه راهن على رأسه متحديًّا إياهما أن يتمكنا من إظهار نفس القدرة، وقبل الأخوان هذا الرهان.
استطاع الأخوان صنع قطع ذهبية غاية في المهارة، منها قطعة على شكل خاتم يسقط منه 8 خواتم أخرى في كل يوم تاسع من الشهر. وفي أثناء صناعة العمل الأخير، وضع سيندري حديدًا في الموقد، قائلًا لأخيه أنهما يجب ألا يفسدا هذا العمل الأخير، لأن أي خطأ صغير سيكلفهما الكثير. كوى لوكي حاجب بروكر وجعل الدم يحجب الرؤية عنه، مما منعه من رؤية عمله. أنتج سيندري مطرقة لا تفوقها في الجودة أي مطرقة أخرى.
انطلق لوكي إلى ساحة الآلهة قبل الأقزام وقدم إليهم الكنوز التي حصل عليها، فأعجبوا بها جميعًا، ولكنهم قرروا في نفس الوقت أنه خسر الرهان مع الأقزام وعليه أن يقدم رأسه لهم وفاءً بالرهان بينهما. اقترب الأقزام من لوكي حاملين السكاكين في أيديهم، لكنهم اختلفوا حول تعريف أجزاء الرأس وأجزاء الرقبة لكي يعرفوا أي الأجزاء تخص الرهان وأيهم لا تخصها. لم يتفق الحضور على شيء في النهاية، لكنهم ارتضوا بخياطة فم لوكي جزاءً للرهان.